# Jaibol (álbum)
Jaibol es el quinto álbum de estudio de la banda mexicana La Gusana Ciega, lanzado al mercado en septiembre de 2008.
Este álbum homenaje está compuesto por diez covers de clásicos de los setenta y ochenta y un tema nuevo «La balada del hombre corriendo». Lleva el nombre de Jaibol, porque las personas que difrutaban de estas canciones, lo hacían mientras degustaban un jaibol.

## Lista de canciones
1. Vivir así, es morir de amor - 3:44
2. Te acordarás de mí - 3:24
3. Hey! - 4:17
4. Aquellos ojos verdes - 3:08
5. Tú y yo - 4:44
6. Yes Sir, I Can Boogie - 3:35
7. Mi tristeza es mía y nada más - 2:25
8. Ya no siento - 3:17
9. Aire - 4:06
10. Yolanda - 4:01
11. La balada del hombre corriendo - 4:33

## Producción
- Producido y grabado por: La Gusana Ciega en Naranjada Estudio, marzo - junio de 2008
- Grabaciones adicionales: Estudios Watagushu
- Asistentes de grabación: Alan García y Luis Yánes
- Arreglos vocales en "Aire": Daniel Gutiérrez y Eliseo Santillán
- Trompeta en "Yes Sir, I can boogie": Iztli Ruvalcaba
- Productor ejecutivo: Gretta González Verástegui
- Mezcla y máster: Luis Ernesto Martínez en Estudios Piedradura
- Diseño Gráfico: Michael Dittner
- La balada del hombre corriendo: Grabada y producida por La Gusana Ciega en Naranjada Estudio. diciembre de 2007 - enero de 2008

- Datos: Q5924834